# Празька школа органістів
Празька школа органістів (чеськ. Pražská varhanická škola) — музичний навчальний заклад, що діяв у Празі в 1830–1890 роках. Був заснований Товариством розвитку церковної музики в Чехії (чеськ. Jednota ku zvelebení kostelní hudby v Čechách), що виникло чотирма роками раніше.
Всупереч назві, викладання в школі не обмежувалося мистецтвом гри на органі: студенти вивчали також і клавір, і основи теорії й композиції.
В результаті початої 1888 року реорганізації в 1890 році школа остаточно увійшла до складу Празької консерваторії.

## Директори школи
- Ян Август Вітасек (1830—1839)
- Карл Франц Піч (1840—1856)
- Йозеф Звонарж (1856—1858)
- Йозеф Крейчі (1858—1865)
- Франтішек Скугерський (1866—1890)

## Відомі учні
- Карел Бендль
- Антонін Дворжак
- Едуард Направник
- Йозеф Богуслав Фьорстер
- Леош Яначек